# Csárdás

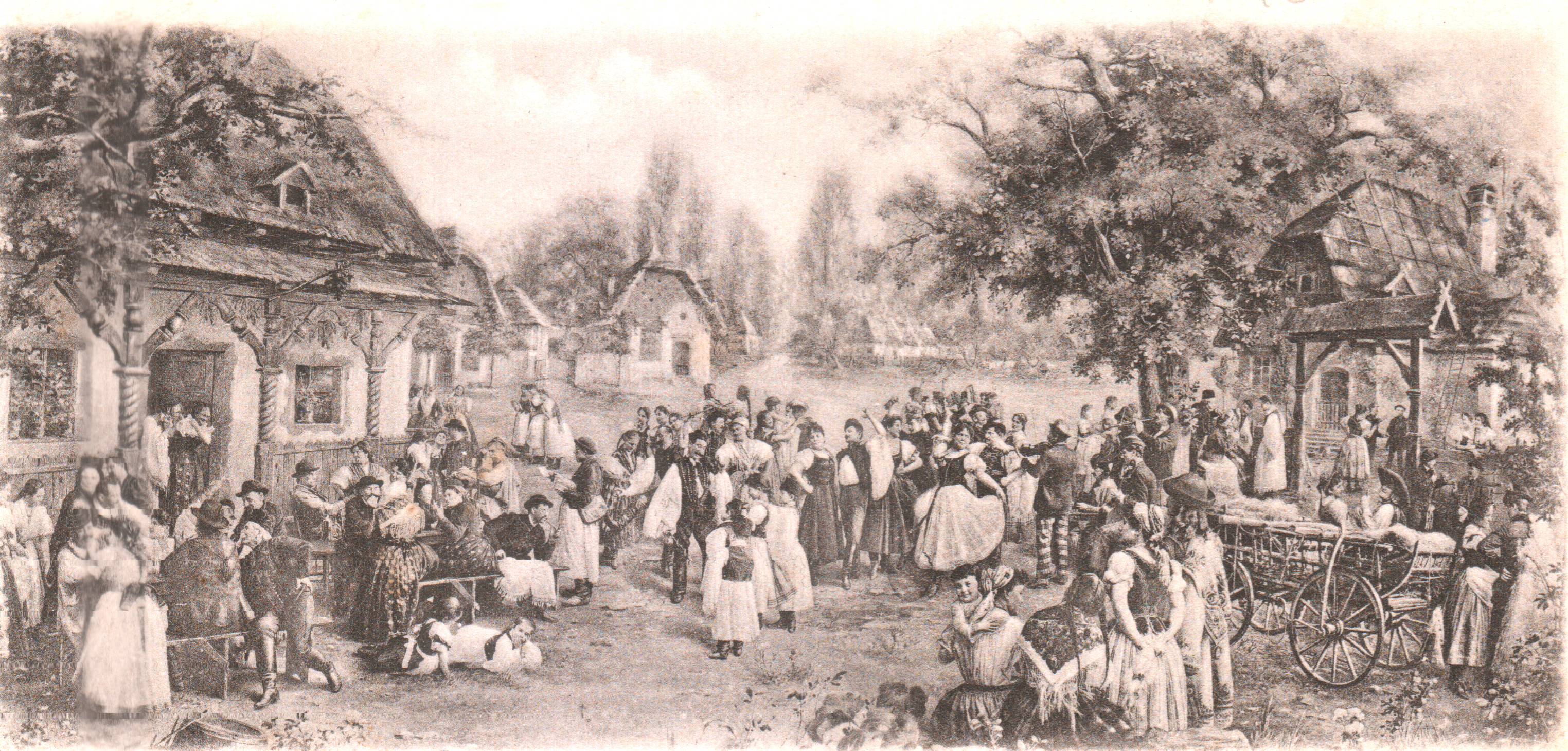
Vũ điệu Csárdás

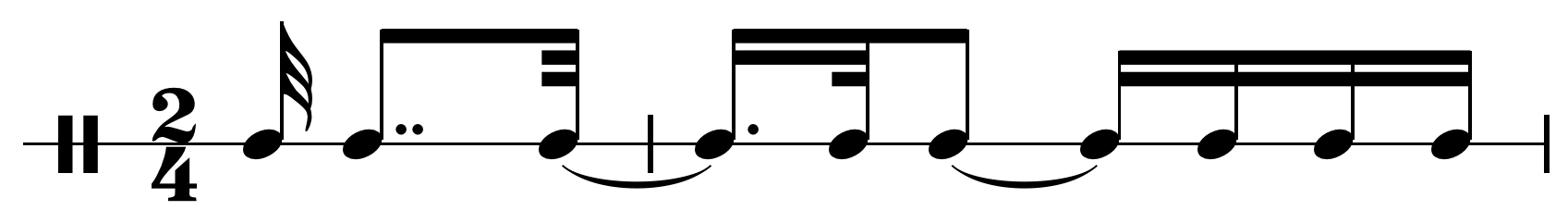
Nhịp điệu của Csárdás

Csárdás (phiên âm tiếng Hungary: [ˈt͡ʃaːrdaːʃ]), thường được gọi là Czárdás, là một điệu nhảy dân gian của Hungary. Cái tên Csárdás bắt nguồn từ một thuật ngữ cũ trong tiếng Hungary, dùng để chỉ một quán rượu và quán ăn ở ven đường. Điệu nhảy Csárdás không chỉ phố biến ở Hungary mà còn dần lan rộng ra những vùng đất láng giềng như Slovenia, Burgenland, Croatia, Transylvania, Slovakia và Morava, cả sắc dân Banat Bulgaria ở Bulgaria cũng biết đến điệu nhảy này.

## Lịch sử

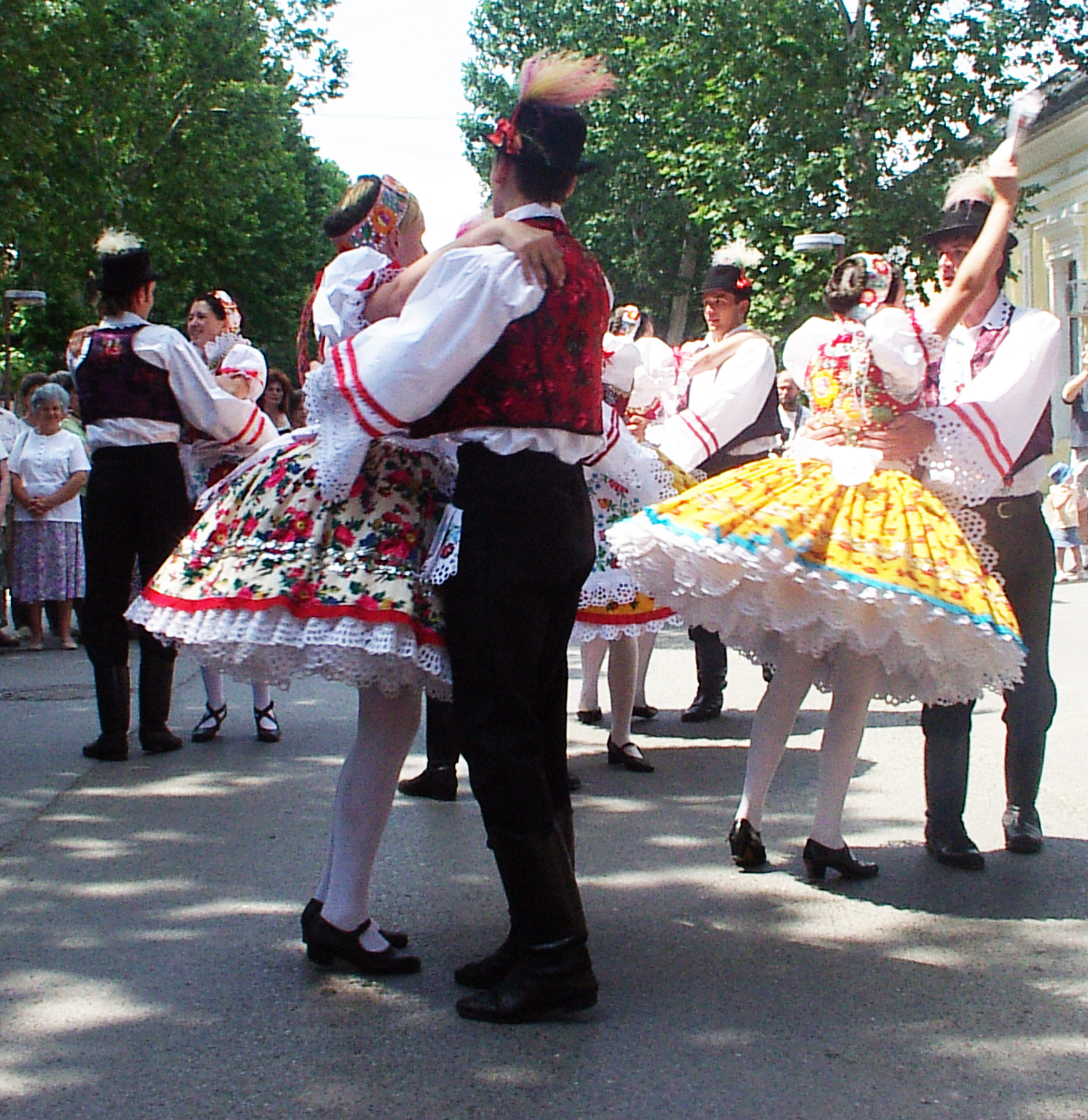
Người Hungary ở Serbia nhảy điệu Csárdás

Nguồn gốc của điệu nhảy csárdás có thể bắt nguồn từ một thể loại âm nhạc của Hungary vào thế kỷ 18, được gọi là verbunkos, đây là một vũ điệu để chiêu mộ của quân đội Áo.

Điệu nhảy Csárdás có đặc trưng trong sự thay đổi tiết tấu rất nhanh. Cụ thể, nhạc dạo đầu thường bắt đầu chậm rãi, nhẹ nhàng (lassú) rồi sau đó chuyển sang rất nhanh (friss) tạo không khí hứng khởi, vui tươi. Ngoài ra, còn có sự thay đổi tiết tấu khác trong điệu nhảy gọi là ritka csárdás, sűrű csárdás và szökős csárdás. Vũ điệu Csárdás được chơi theo nhịp 2/4 hoặc 4/4. Khi chơi điệu Csárdás, các cặp vũ công gồm nam và nữ sẽ mặc trang phục truyền thống, khiêu vũ theo nhạc và khi người nữ quay vòng thì chiếc đầm truyền thống sẽ xèo to ra trông rất ấn tượng.
Nhiều nhà soạn nhạc cổ điển đã lấy điệu nhảy này làm chủ đề sáng tác trong nhiều tác phẩm, trong đó có Emmerich Kálmán, Franz Liszt, Johannes Brahms, Léo Delibes, Johann Strauss, Pablo de Sarasate, Pyotr Ilyich Tchaikovsky, Franz von Suppé, v.v. Một trong những ví dụ điển hình nhất về nhạc phẩm lấy cảm hứng từ Csárdás là sáng tác của Vittorio Monti, gọi là Trăc-đat Môn-ti (Csárdás Monti). Tác phẩm điêu luyện này gồm có bảy biến thể nhịp độ khác nhau. Vũ điệu Csárdás dân gian có thể nói là đang được hồi sinh ở Hungary nhờ có phong trào Táncház.